# Když je v Paříži noc
Když je v Paříži noc (v originále Razzia sur la chnouf) je francouzský hraný film z roku 1955, který režíroval Henri Decoin. Snímek měl světovou premiéru dne 7. dubna 1955.

## Děj
Po pobytu ve Spojených státech se drogový boss Henri Ferré zvaný Le Nantais vrací do Paříže, aby zde přebudoval svou drogovou síť. Jeho společník Paul Liski mu najde krytí: bude majitelem baru Le Troquet, kde se scházejí klienti. Lisette, pokladní v Le Troquet, se do svého nového šéfa rychle zamiluje.

## Obsazení
| Jean Gabin        | Henri Ferré řečený Le Nantais |
| Magali Noël       | Lisette                       |
| Paul Frankeur     | komisař Fernand               |
| Marcel Dalio      | Paul Liski                    |
| Lino Ventura      | Roger Katalánec               |
| Albert Rémy       | Aimé                          |
| Lila Kedrova      | Léa                           |
| Pierre-Louis      | inspektor Leroux              |
| Jacqueline Porel  | Solange Birot                 |
| François Patrice  | Jo                            |
| Michel Jourdan    | Marcel                        |
| Roland Armontel   | Louis Birot                   |
| Françoise Spira   | Yvonne                        |
| Jacques Morlaine  | inspektor                     |
| Jacques Josselin  | Fredo                         |
| Jean Sylvère      | Émile Lourmel                 |
| François Joux     | inspektor                     |
| Robert Le Fort    | Julien                        |
| Paul Azaïs        | majitel bistrota              |
| Georges Demas     | inspektor Dupont              |
| Auguste Le Breton | Auguste                       |
| André Weber       | Ly Chian                      |
| Jean Bérard       | Dédé de Montreuil             |